# Tătulești (okręg Buzău)
Tătulești – wyludniona wieś w Rumunii, w okręgu Buzău, w gminie Padina